# 前田武男

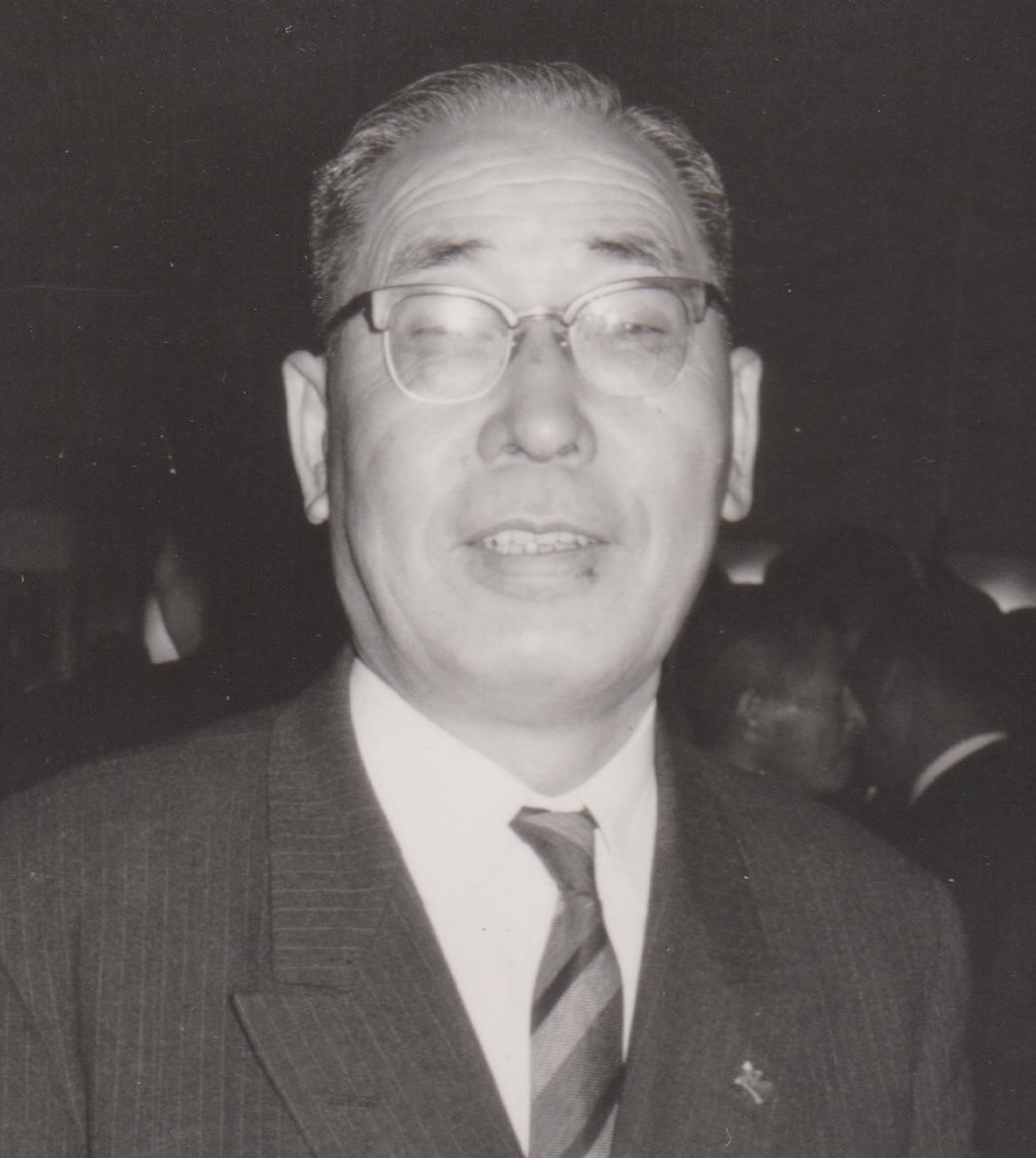
キヤノン株式会社2代目社長、前田武男氏写真

前田 武男（まえだ たけお、1909年9月15日 - 1977年5月21日）は、日本の実業家。キヤノン2代目社長を務めた。

## 人物
気を見るに敏にして積極果断で、難局に当っては慎重に事を進める。
私生活ではユーモアに理解があり、囲碁とゴルフを趣味とした。

## 経歴
1909年9月15日：山梨県都留市に生まれる。
1930年3月：早稲田大学政治経済学科卒業。その後山一証券勤務を経て、1934年5月キヤノン株式会社の前身である精機光学研究所に移った。
1937年8月10日：精機光学研究所を基盤とする新会社：精機光学工業株式会社設立に合わせ、同社営業部長に就任。
1946年8月：同社取締役に就任。
1947年9月：同社がキヤノンカメラ株式会社に改名。引き続き取締役営業部長に就任。
1951年2月：同社常務取締役兼営業部長就任。
1954年4月：日本写真機工業会（現一般社団法人カメラ映像機器工業会）設立に合わせ、社長御手洗毅氏が初代会長就任に伴い会長代理に就任。
1962年8月：同社専務取締役就任。
1966年2月：同社副社長就任。
1969年3月：同社がキヤノン株式会社に改名。引き続き副社長に就任。この年再度日本写真機工業会会長代理に就任。
1970年9月：日本写真機光学機器検査協会（現一般社団法人日本カメラ財団）評議会議長に就任。
1971年8月：キヤノン販売（現キヤノンマーケティングジャパン）初代社長に就任。
1973年4月：藍綬褒章を受章。
1974年8月：キヤノン株式会社社長に就任。
1977年5月21日：肺がんのため死去。67歳没。

## 業績
- 輸出振興

日本カメラ産業発展の為には輸出産業として大きく成長すべきとの信念より、戦後一貫して海外市場における日本製カメラへの信頼性獲得、消費者からの支持を受ける為の適正価格の設定、輸出秩序の確立等に尽力。
特にオイルショックに起因する世界的不況下、高度の電子化と自動組み立ての導入をカメラ部門だけでなく複写機、計算機等まで広げ、同社の1976年度輸出額を1972年度時の2.2倍に拡大させた。
- 国際活動

輸出邁進を掲げたため特に国際的な理解と親善を重視しており、海外からの来賓、顧客訪問では自ら陣頭に立ち接待にあたっていた。
結果多くの海外要人が来訪し、特に1975年5月9日の英エリザベス女王のキヤノン下丸子工場カメラ組み立て作業見学への随行は、日本カメラ産業の象徴的な出来事とされている。
- 海外展開

将来的な輸出拡大に備え、北米市場への直接販売体制実施や欧州主要各国への資本参加、人材派遣を行い、海外工場設立ではローカリゼーションを積極的に行った。この輸出積極策の結果、1975年キヤノンF-1の米国陸軍標準装備採用、1976年モントリオール五輪の公式カメラ採用などキヤノンブランド向上に貢献。

## 功績
キヤノン創始者の一人として日本の光学機器産業発展を第一とし、社内では輸出重点策の推進と経営多角化として事務機への積極的進出を図り、結果総売上高を1972年503億円から1976年1020億円と倍増させた。